# Tetraponera oligocenica
Tetraponera oligocenica é uma espécie de formiga do gênero Tetraponera, pertencente à subfamília Pseudomyrmecinae.